# Bruno Paulmier
Bruno Maurice Paulmier (* 27. März 1958) ist ein französischer Offizier und Vizeadmiral der französischen Marine.

## Leben
1977 ging Paulmier zur Marine und besuchte die Französische Marineschule. Der Abschluss dieser Ausbildung war 1979/80 die Fahrt auf der Jeanne d’Arc. 1980 ging er auf die Fregatte Aconit. Von 1982 bis 1984 war er auf der Tourville und 1989 bis 1991 auf der De Grasse.
Von 1984 bis 1986 besuchte er die ENSTA ParisTech und machte Abschlüsse in Elektronik und Systemdesign. 1986 bis 1989 war er Führungskraft bei der Flotte in Toulon. Von 1991 bis 93 war er Kommandant auf der Commandant Bouan. Danach hatte er eine Stabsposition in Brest. Ab 1994 besuchte er für ein Jahr das Naval War College. Bis 1998 war er dann wieder im Stab in Brest. 1998 übernahm er das Kommando auf der Vendémiaire. Von 1999 bis 2001 übernahm er Stabsaufgaben und wurde kommandierender Offizier auf der Tourville. Nach dieser letzten Fahrt zur See übernahm er Führungsaufgaben in der Marine. Seit 2013 ist Paulmier für Sicherheitsfragen der Marine im französischen Verteidigungsministerium verantwortlich. Er ist stellvertretender Kommandeur im Allied Maritime Command.
Er ist verheiratet und hat drei Kinder.